# Arthur Cecil Pigou
Arthur Cecil Pigou (Ryde, Illa de Wight, 1877-Cambridge, 1959) fou un important economista, estudià a Harrow i es llicencià a Cambridge. Fou seguidor i deixeble d'Alfred Marshall al qual va succeir com a professor d'economia política. Ambdós desenvoluparen els plantejaments de la teoria quantitativa de l'escola clàssica d'Irving Fisher.
Analitza el concepte de benestar econòmic de la comunitat i el volum i la distribució del seu dividend nacional, temàtica que considerava com el nucli central de l'economia. Fou amic de John Maynard Keynes, tot i les seves diferències intel·lectuals.
L'estudi de les causes de l'atur el portà a la publicació de Wealth and Welfare (1912) i d'aquesta obra sorgí Economics of Welfare (1920), amb els quals serà considerat com a creador de l'economia del benestar, i precursor de l'economia ambiental en establir la distinció entre despeses marginals privades i socials, alhora que advocava per la intervenció de l'estat amb subsidis destinats a corregir els desequilibris del mercat i internalitzar les externalitats. Publicà moltes obres, bona part de les quals són desenvolupaments de la seva economia del benestar. També excel·lí en els camps del diner i els imposts. Com a qualificat representant del corrent neoclàssic, fou particularment objecte de l'atac keynesià a la teoria de la desocupació aleshores vigent. La controvèrsia posterior donà lloc al dit "efecte Pigou", que relaciona una reducció del nivell de preus amb l'augment de la despesa.

## Obres
- Robert Browning as a Religious Teacher, 1901.
- Tariffs, 1903.
- Monopoly and Consumers' Surplus, 1904, EJ
- Industrial Peace, 1905.
- Import Duties, 1906.
- Review of the Fifth Edition of Marshall's Principles of Economics, 1907, EJ
- Producers' and Consumers' Surplus, 1910, EJ.
- Wealth and Welfare, 1912.
- Unemployment, 1914.
- The Value of Money, 1917, QJE.
- The Economics of Welfare, 1920.
- Empty Economic Boxes: A reply, 1922, EJ.
- Exchange Value of Legal Tender Money, 1922, a Essays in Applied Economics
- Essays in Applied Economics, 1923.
- Industrial Fluctuations, 1927.
- The Law of Diminishing and Increasing Cost, 1927, EJ.
- A Study in Public Finance, 1928
- An Analysis of Supply, 1928, EJ.
- The Theory of Unemployment, 1933.
- The Economics of Stationary States, 1935.
- Mr. J.M. Keynes's General Theory, 1936, Economica
- Real and Money Wage Rates in Relation to Unemployment, 1937, EJ.
- Money Wages in Relation to Unemployment, 1938, EJ
- Employment and Equilibrium, 1941.
- The Classical Stationary State, 1943, EJ.
- Lapses from Full Employment, 1944.
- Economic Progress in a Stable Environment, 1947, Economica
- The Veil of Money, 1949.
- Keynes's General Theory: A retrospective view, 1951.
- Essays in Economics, 1952.